# Hands Clean
Hands Clean is een nummer van de Canadese zangeres Alanis Morissette uit 2002. Het is de eerste single van haar vijfde studioalbum Under Rug Swept.
Net in als haar doorbraakhit You Oughta Know, haalt Alanis Morissette in dit nummer uit naar een voormalige liefde. Ze heeft nooit gezegd over wie beide nummers gaan, maar heeft bevestigd dat ze specifieke jongens in gedachten had. "Hands Clean" werd in veel landen een hit. Zo bereikte het de nummer 1-positie in Morissette's thuisland Canada. In de Nederlandse Top 40 kwam het tot de 8e positie, terwijl het in de Vlaamse Ultratop 50 een stuk minder succesvol was met een bescheiden 40e positie.